# 27. ceremonia wręczenia nagród Genie
27. ceremonia rozdania kanadyjskich nagród filmowych Genie odbyła się 13 lutego 2007 roku w Toronto. 9 stycznia 2007 roku ogłoszono nominacje do nagród.

## Laureaci i nominowani
Laureaci nagród wyróżnieni są wytłuszczeniem

### Najlepszy film
- Bon Cop, Bad Cop
- Guide de la Petite Vengeance
- Maurice Richard
- Trailer Park Boys: The Movie
- Un dimanche à Kigali

### Najlepszy aktor
- Roy Dupuis − Maurice Richard
- Colm Feore, Bon Cop, Bad Cop
- Olivier Gourmet, Congorama
- Patrick Huard, Bon Cop, Bad Cop
- Luc Picard, Un dimanche à Kigali

### Najlepszy aktor drugoplanowy
- Stephen McHattie − Maurice Richard
- Hugh Dillon, Trailer Park Boys: The Movie
- Robert Joy, Whole New Thing
- Chan Chit Man Lester, Eve and the Fire Horse
- Michel Muller, Guide de la Petite Vengeance

### Najlepsza aktorka
- Julie LeBreton − Maurice Richard
- Jodelle Ferland, Tideland
- Fatou N'Diaye, Un dimanche à Kigali
- Ginette Reno, Le secret de ma mère
- Sigourney Weaver, Śniegowe ciastko (Snow Cake)

### Najlepsza aktorka drugoplanowa
- Carrie-Anne Moss − Śniegowe ciastko (Snow Cake)
- Caroline Dhavernas, Niagara Motel
- Marie Gignac, La Vie secrète des gens heureux
- Emily Hampshire, Śniegowe ciastko (Snow Cake)
- Vivian Wu, Eve and the Fire Horse

### Najlepszy reżyser
- Charles Binamé − Maurice Richard
- Érik Canuel, Bon Cop, Bad Cop
- Robert Favreau, Un dimanche à Kigali
- Stéphane Lapointe, La Vie secrète des gens heureux
- Jean-François Pouliot, Guide de la Petite Vengeance

### Najlepszy scenariusz adaptowany
- Robert Favreau, Gil Courtemanche − Un dimanche à Kigali
- Mike Clattenburg, Robb Wells, Trailer Park Boys: The Movie
- François Létourneau, Cheech

### Najlepszy scenariusz oryginalny
- Philippe Falardeau − Congorama
- Martin Girard, Ghyslaine Côté, Le secret de ma mère
- Stéphane Lapointe, La Vie secrète des gens heureux
- Ken Scott, Guide de la Petite Vengeance
- Ken Scott, Maurice Richard

### Najlepsze zdjęcia
- Pierre Gill − Maurice Richard
- Bruce Chun, Bon Cop, Bad Cop
- Steve Cosens, Śniegowe ciastko (Snow Cake)
- Jan Kiesser, Beowulf & Grendel
- Nicola Pecorini, Tideland

### Najlepsza muzyka
- Bon Cop, Bad Cop
- Un dimanche à Kigali
- Maurice Richard
- Tideland
- Eve and the Fire Horse

### Najlepsza piosenka
- ""Have Hope", Jennifer Kreisberg, Unnatural & Accidental
- "L'Astronaute", Dan Bigras, La Rage de l'ange
- "In a Heartbeat", Bramwell Tovey, Richard Bell, Eighteen
- "Tattoo", Éric Lapointe, Stéphane Dufour, Jamil, Bon Cop, Bad Cop
- "Trace-Moi", Patrick Watson, Caroline Dhavernas, La belle bête

### Najlepsza scenografia
- Michel Proulx − Maurice Richard
- Jean Bécotte, Bon Cop, Bad Cop
- Mary-Ann Liu, Athena Wong, Eve and the Fire Horse
- François Séguin, La Rage de l'ange
- Jasna Stefanovic, Tideland

### Najlepsze kostiumy
- Francesca Chamberland − Maurice Richard
- Michelline Amaaq, The Journals of Knud Rasmussen
- Sandy Buck, Eve and the Fire Horse
- Mario Davignon, Tideland
- Annie Dufort, La Vie secrète des gens heureux

### Najlepszy montaż
- Michel Arcand − Maurice Richard
- Jean-François Bergeron, Bon Cop, Bad Cop
- Frédérique Broos, Congorama
- Michel Grou, Cheech
- Lesley Walker, Tideland

### Najlepszy dźwięk
- Dominique Chartrand, Gavin Fernandes, Nathalie Morin, Pierre Paquet, Bon Cop, Bad Cop
- Marie-Claude Gagné, Claude La Haye, Bernard Gariépy Strobl, Hans Peter Strobl, Un dimanche à Kigali
- Claude Hazanavicius, Claude Beaugrand, Luc Boudrias, Bernard Gariépy Strobl, Maurice Richard
- David Lee, Douglas Cooper, Robert Farr, Tideland
- Daniel Pellerin, Gashtaseb Ariana, Jeff Carter, Eve and the Fire Horse

### Najlepszy montaż dźwięku
- Claude Beaugrand, Olivier Calvert, Jérôme Décarie, Natalie Fleurant, Francine Poirier, Maurice Richard
- Pierre-Jules Audet, Guy Francoeur, Guy Pelletier, Cheech
- Marie-Claude Gagné, Un dimanche à Kigali
- Christian Rivest, Valéry Dufort-Boucher, Tchae Measroch, Bon Cop, Bad Cop
- Jane Tattersall, Barry Gilmore, David McCallum, Donna Powell, Dave Rose, Beowulf & Grendel

### Najlepszy dokument
- Manufactured Landscapes, Jennifer Baichwal, Nick de Pencier, Gerry Flahive, Daniel Iron, Peter Starr
- La Planète Blanche, Jean Lemire, Thierry Piantanida, Thierry Ragobert

### Najlepszy film krótkometrażowy
- Le rouge au sol, Maxime Giroux, Paul Barbeau
- Big Girl, Renuka Jeyapalan, Anneli Ekborn, Michael Gelfand
- Hiro, Matthew Swanson, Oliver-Barnet Lindsay
- Jack et Jacques, Marie-Hélène Copti
- Snapshots for Henry, Teresa Hannigan, Charlotte Disher

### Najlepszy krótkometrażowy film animowany
- Duński poeta, Torill Kove, Lise Fearnley, Marcy Page
- Histoire tragique avec fin heureuse, Regina Pessoa, Patrick Eveno, Abi Feijò, Jacques-Rémy Girerd, Marcel Jean